# 로봇 청소기

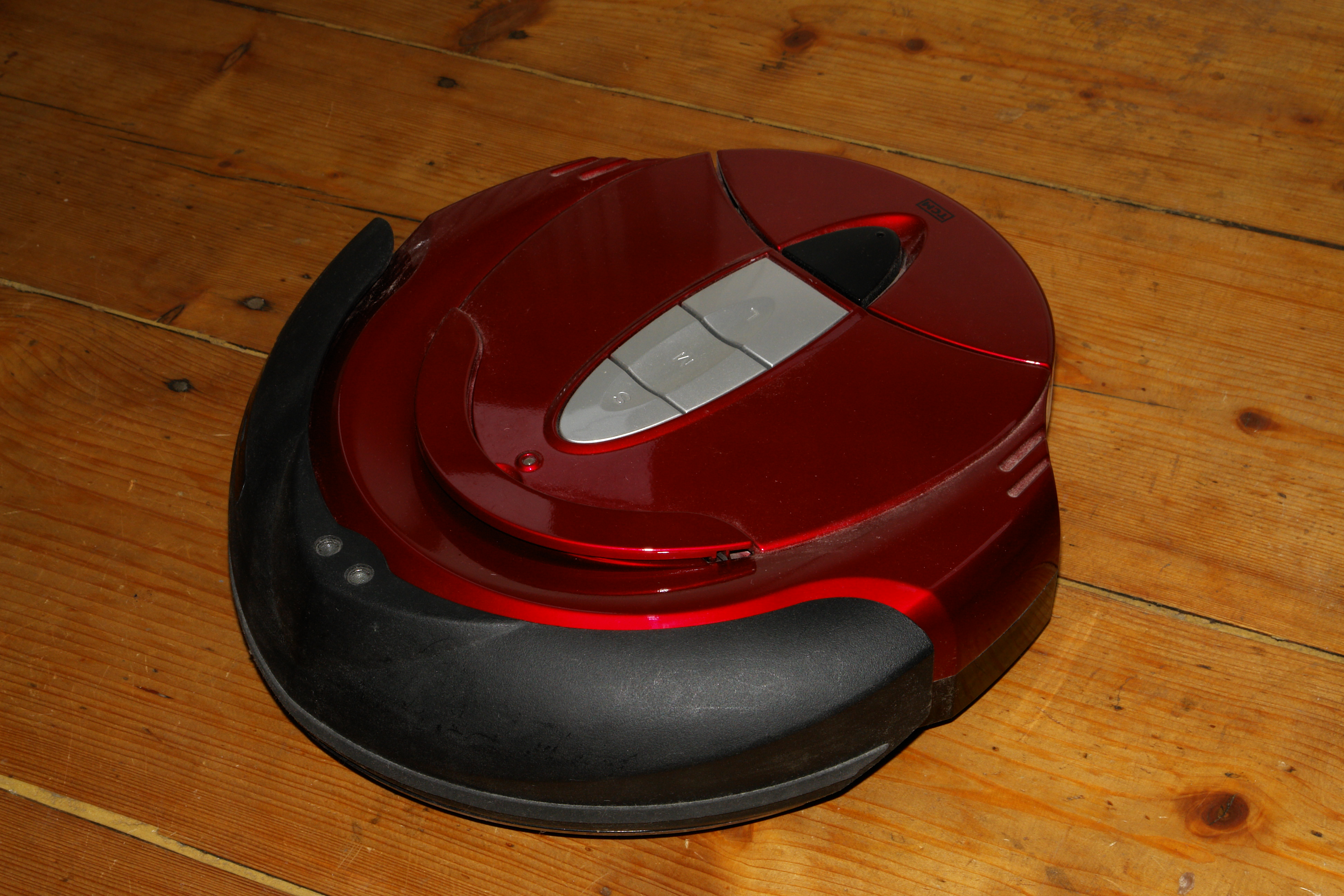
로봇 청소기

로봇 청소기 또는 로봇 진공 청소기(robotic vacuum cleaner, robovac)란 각종 센서를 탑재하고 자동으로 움직이면서 청소를 하는 로봇이다. 스스로 움직이는 로봇이라는 점에서 기존의 진공 청소기와 다르다.
각종 센서가 탑재되어서 주로 바닥을 청소하는 데 사용되고 최근에는 카펫 청소 기능이 포함된 제품도 출시되었다.

## 개요
세계 최초의 로봇 청소기는 2001년 스웨덴 일렉트로룩스사의 트릴로바이트였다.
현재는 일렉트로룩스를 비롯한 삼성전자, LG전자, 샤오미, 드리미 등 다양한 가전제품 제조사에 만들고 있다. 최근에는 국내 중견·중소기업에서도 전문 기술력과 AS의 편의성을 강조하는 다양한 로봇청소기를 출시하면서 소비자들의 선택의 폭을 넓혀주고 있다. 대부분 소비자가 가격과 센서를 이유로 해외구매를 선호한다.
보통 로봇 청소기에는 먼지를 흡입형 방식과 걸레질을 하는 방식으로 구분되는데, 최근에는 흡입과 물걸레질을 동시에 진행해주는 로봇청소기가 소비자들에게 많은 각광을 받고 있다. 로봇청소기 내에 수통이 별도로 장착되어 물걸레질을 하는 동안 물을 자동으로 공급하는 기능을 탑재한 청소기도 있는데, 실내에서 맨발로 생활을 주로 하기 때문에 걸레질을 필수로 하는 한국 가정의 특성 상 물걸레질을 보다 편하게 할 수 있다는 점에서 많은 소비자들이 필수 기능으로 고려하고 있다.

## 센서 종류
로봇 청소기 구입 시 필수로 고려해야 할 것은 어떤 센서로 로봇 청소기가 작동하는지이다. 센서에 따라서 맵핑의 결과가 달라지기 때문이다. 로봇 청소기에 사용하는 센서 종류로는 주로 카메라 센서, 자이로센서 그리고 LDS 센서(Laser Distance Sensor) 등이 있다.
LDS센서는 라이다(LiDar)와 함께 레이저로 주위를 스캔하여 공간을 파악하기 때문에, 많은 사용자가 로봇 청소기 구매 시 필수로 생각하고 있는 센서이다.
라이다 내비게이션와 함께 사용되는 기능으로는 SLAM(슬램, Simultaneous localization and mapping)이 있다. SLAM 기능으로 실시간으로 청소할 위치를 실시간으로 파악하고 청소할 구역을 나눌 수 있다. 로봇 청소기 회사에 장애물 회피, 특정구역 청소, 가상 진입 금지 구역 설정 등은 모두 센서와 관련된 이야기이다.

## 같이 보기
- 이동 로봇
- 무선 센서 네트워크